# 1995 FM
1995 FM är en asteroid i huvudbältet som upptäcktes den 26 mars 1995 av de båda japanska astronomerna Takeshi Urata och Yoshisada Shimizu vid Nachi-Katsuura-observatoriet.